# 質量作用定律
質量作用定律（英語：Law of mass action）是化学领域的概念。定律包含两个方向：
1. 平衡方向，关于平衡時的反應混合物的組成。
2. 動力學方向，关于基元反應的速率式。

兩種方向都源自於G.W.Guldberg與P.Waage (1864-1879)的研究，他們的研究是關於利用<動力學資料>和他們所提出的速率式來導出平衡常數。与此同时他们也得以基本確認化學平衡是一種動態的平衡，在這种进行的、变化的平衡中，正向和逆向的反應速率是相等的。

## 表述
对于一个简单的基元反应：{\displaystyle aX(g)+bY(g)=cM(g)+dN(g)}，记化学反应速率为{\displaystyle v}，则有：{\displaystyle v=k[X]^{a}[Y]^{b}}。其中[X]表示反应物X的浓度，k表示反应的速率常数。
作為對動力學的表述:一個基元反應的速率，是参与反应的分子的浓度的乘积的比例。 在近代化學中，這是用統計力學推導出來的。
而作為對平衡的陳述，這個定律給出了平衡常數的關係式，平衡常數是可以描述化學平衡的一個量。在近代化學中，這是由平衡熱力學推導出來的。

## 历史
挪威化学家古德贝格（G.W.Guldberg）和瓦格（P.Waage）根据化学反应的速率与参加反应的活性质量（就是指分压强或浓度或摩尔分数）成正比的关系于1867年提出：化学反应速率与反应物的有效质量成正比。这就是初期的质量作用定律。其中有效质量的概念实质上只与浓度相关。近代实验证明，质量作用定律只适用于基元反应(只經過一個暫態(transtion state)的反應)，因此该定律后期被更严格完备地表述为：基元反应的反应速率与各反应物的浓度的幂的乘积成正比，其中各反应物的浓度的幂的指数即为基元反应方程式中该反应物化学计量数的绝对值。

## 意义
理想气体混合物在恒温恒压下进行化学反应达到平衡状态时，参加反应的每一种气体的分压强或浓度与系统的压强和温度间应满足此定律。质量作用定律不仅适用于气体，也适用于稀溶液。如果除了气体和稀溶液以外，还有纯固体参加反应，则因纯相的化学势只依赖于温度和压强，故在前二式的左端并不包含有关纯相的因子，仍然只需写出气体（或溶质）的分压强或浓度的乘积即可，不需要考虑固体反应物的影响。事实上，固体的存在只影响平衡常数对温度和压强的依赖关系。 根据质量作用定律，可以确定化学反应中各反应物和生成物的活性质量之间的联系。它在化学平衡的研究中具有重要的意义。

## 引用和注释
1. ↑  只經過一個过渡态（transtional state）的反應